# Parco di Berlino
Il Parco di Berlino è un parco urbano della città di Madrid che si trova nel quartiere di Ciudad Jardín, nel distretto di Chamartín. Con un'estensione di 4,92 ettari, delimita con la strada di San Ernesto, Marcenado, la Avenída Ramón y Cajal e con Doctor Marco Corera.

## Inaugurazione
L'apertura del parco è stana il 9 novembre del 1967. All'inaugurazione del parco fu invitato il ministro degli esteri della Repubblica Federale Tedesca, Willy Brandt, sindaco di Berlino durante la costruzione del parco: non si presentò all'evento, ma al posto suo si presentò l'ambasciatore Helmut Allard. L'inaugurazione fu a carico del sindaco di Madrid Carlos Arias Navarro.

## Caratteristiche
Nel parco è presente una scultura di un orso, simbolo della città di Berlino, un monumento a Beethoven scolpita in granito di Quintana de la Serena, un busto in ricordo di Álvaro Iglesias Sánchez, una fontana con i resti del muro di Berlino e un piccolo auditorio. La fontana più grande del parco è posta di fronte alla chiesa di Nostra Signora di Guadalupe ed è dedicata alla caduta del muro di Berlino, del cui ci sono tre pezzi situati nella fontana, installati nel 1990 e comprati per 9.000.000 pesetas ognuno.
La parte più alta del parco include un piccolo auditorio all'aria aperta nella zona più vicina a Principe de Vergara e una zona polisportiva con campi da calcio, basket e pallamano.
Nelle vicinanze del parco è situato il Collegio Santamarca.